# Paulina Pospieszalska
Paulina Pospieszalska (znana również jako Pola) (ur. 7 lipca 1981 w Częstochowie) – polska wokalistka.

## Działalność artystyczna
W lutym 2002 nagrała wraz z zespołem Pan Profeska utwór o charakterze patriotycznym, który znalazł się na składance ...jak zwyciężać mamy. Artyści polscy w hołdzie Mazurkowi Dąbrowskiego wydanej w 2003.
W 2008 z pomocą producenta Robina Millara, który między innymi odkrył Sade oraz Ive Mendes, rozpoczęła nagrywać debiutancki album. Swoje demo wysłała Robinowi Millarowi poprzez jego stronę internetową.
Drugim producentem płyty jest Ned Bigham, który stał za sukcesami m.in. Robbie’ego Rivera oraz współpracował z Neneh Cherry, pisał dla takich artystów jak Leona Lewis i Amy Winehouse. Na płycie gości również John Altman – legendarny aranżer i kompozytor, zdobywca nagród BAFTA i Emmy.
Album Wbrew ukazał się na rynku polskim w czerwcu 2009. Album bez polskich wersji piosenek, zatytułowany My Favourite Town ukazał się w sklepach internetowych na świecie w styczniu 2010

### Przygotowany album
Drugi solowy album – planowana premiera: październik 2025; nagrania w Londynie, Sztokholmie, Szanghaju. Goście: Andy Summers (The Police), John Altman; produkcja: Ed Harcourt i Pola; miks: Piotr Falko Rychlec ; mastering: Metropolis Studio.

### Styl muzyczny i inspiracje
Łączy elementy popu i trip‑hopu, oparty na inspiracjach twórczością Kate Bush, Massive Attack, Portishead, Tricky, Tori Amos. Źródła: wywiady i materiały prasowe.

## Dyskografia
- Pola[4] (2007)
- Wbrew (2009)
- My Favourite Town (2010)

- **The World Needs Love** (2025, luty) – powrót artystki w stylu alt‑popowym z wpływami trip‑hopowymi, porównywany przez BBC do soundtracku filmu o Jamesie Bondzie. Teledysk animowany ręcznie, artystka sprzeciwia się użyciu AI w twórczości. Źródła: StrefaMusicArt, EskaROCK, TotalNtertainment
- **Emerald Sea** (2025, kwiecień) – drugi singel zapowiadający album, klimat filmowy i nostalgiczny, produkcja Ed Harcourt.
- **This Is How It All Began** (2025, czerwiec) – trzeci singel z silną warstwą symboliczną i duchową, współautorstwo muzyki z bratem Szczepanem Pospieszalskim.
- **Electrify My Heart** (2025) – utwór wymieniony przez artystkę jako najnowszy; wymaga potwierdzenia z mediów lub źródeł prasowych.